# Cleora occidens
Cleora occidens är en fjärilsart som beskrevs av Claude Herbulot 1976. Cleora occidens ingår i släktet Cleora och familjen mätare. Inga underarter finns listade i Catalogue of Life.